# Giulia Manzotti
Giulia Manzotti (Roma, 15 giugno 1993) è una cestista italiana.
Guardia di 178 cm, ha giocato in Serie A1 con La Spezia, Palermo e Faenza.